# The Expendables 2
The Expendables 2 és una pel·lícula d'acció dirigida per Simon West i escrita per Richard Wenk i Sylvester Stallone. És la seqüela de la cinta The Expendables, i és protagonitzada per Stallone, Jason Statham, Jet Li, Dolph Lundgren, Chuck Norris, Jean-Claude Van Damme, Bruce Willis, Arnold Schwarzenegger, Terry Crews, Randy Couture, i Liam Hemsworth.
És el film més reeixit de la saga de The Expendables, va recaptar al voltant de $311 milions de dòlars a taquilles al voltant del món i va rebre crítiques positives, obtenint un 65% de "frescor" al lloc web global Rotten Tomatoes.

## Argument
La pel·lícula inicia amb un escenari de guerrilla, on un grup de guerrillers es dirigeixen cap a un celler on es troba un home encaputxat. Quan arriba el líder aquest intenta obligar l'home a parlar però no respon. Al mateix temps, el grup paramilitar conegut com Els Mercenaris fan la seva aparició a bord de camions d'assalt, creant destrucció al seu pas amb la finalitat d'arribar fins a la base on es troben uns ostatges. En arribar al lloc, Barney Ross (Sylvester Stallone) rescata a l'encaputxat descobrint que es tractava de Trench Mauser (Arnold Schwarzenegger) concloent que tots dos es trobaven rescatant al mateix objectiu.
En aquest moment tots dos homes se separen cap a camins diferents amb el grup de Barney complint amb la primera part de la missió. Camí cap a la fuita, el grup es divideix; una part fa una incursió per la selva mentre que l'altra es va riu amunt. Mentre el primer grup s'interna en la selva són emboscats, però immediatament són rescatats per la més recent adquisició del grup Billy “The Kid” (Liam Hemsworth) un jove i astut franctirador. Tot seguit el grup es dirigeix cap a l'avió per a rescatar a l'altra part.
L'altre grup, a bord de motos aquàtiques fuig enmig de trets dels guerrillers. Poc després fa la seva aparició l'hidroavió CL-215 pilotat per Barney i Lee Chrismas (Jason Statham), els mateixos que rescaten a l'altra part de l'equip i al mateix temps bombardegen una barricada que intenta detenir a l'equip per finalment escapar i finalitzar la missió. Durant el viatge Yin Yang (Jet Li) es prepara per llançar-se juntament amb el rescatat, deixant en dubte si tornarà o no amb l'equip, tot seguit es desplega el títol de la pel·lícula.
Mentre el grup es troba celebrant, Billy crida a Barney per una conversa tot sol, en aquesta, Billy expressa els seus desitjos de retirar-se després de confessar els seus desitjos d'unir-se a la seva xicota que es trobava a París esperant-lo. Barney Accedeix i es retira del lloc cap a la seva base. Ja a la base dins del seu avió, Barney s'asseu a meditar quan fa la seva aparició el Sr. Church (Bruce Willis), el mateix que li encomana una nova missió a canvi d'un deute que tenien pendent; La missió consisteix a recuperar un paquet que es trobava a bord d'un avió que s'hauria estavellat prop d'Albània, el Sr. Church li adverteix a Barney que aquesta vegada aniria acompanyat per Maggie (Yu Nan), qui era l'única que podria obrir el compartiment on es trobava el paquet a rescatar. A contracor Barney accepta deixant en clar que aquesta seria l'última missió que anava a acceptar del Sr. Church.
El grup s'estavella en tractar d'aterrar al camp, caminen pel bosc per a buscar l'avió accidentat, després de gairebé perdre el paquet, Maggie aconsegueix rescatar-lo desxifrant el codi de la caixa on es trobava. Durant la retirada són emboscats per un grup de mercenaris albanesos liderats per Vilain (Jean-Claude Van Damme), el mateix que els presenta a Billy qui moments abans havia estat capturat pels vilans en una emboscada al bosc. Vilain sotmet a l'equip amenaçant amb assassinar Billy, el grup acata les instruccions del vilà, Lee li lliura la caixa a Hector (Scott Adkins), posteriorment Vilain assassina Billy amb un ganivet militar i escapen en un helicòpter El meu-8 amb el botí, mentre Barney i la resta de l'equip lamenten la mort del seu camarada. Barney interroga Maggie sobre el paquet que acabaven de rescatar, ella els revela que el paquet en realitat era un artefacte de memòria digital emmagatzemada com un disc dur, que contenia les coordenades exactes que dirigien cap a una mina que contenia oculta darrere d'una paret, diverses tones de plutoni, el mateix material que pretenien rescatar per així evitar que caiguessin en mans de terroristes. Mentre rendien honors al company caigut, acorden perseguir, capturar i assassinar als bandits.
L'equip aconsegueix recuperar el seu hidroavió i mentre es dirigeixen a la cerca dels vilans, Maggie explica qui són els mercenaris, també coneguts com Sangs, més tard arriben a un vell poble abandonat, conduint un vell camió militar recuperat, una espècie de base militar d'entrenament per combatre en una invasió als Estats Units durant la Guerra Freda i passen la nit a l'interior d'una pizzeria. L'endemà al matí són emboscats pels Sangs superiors en número i armament, que inclou un tanc T-72. Quan la batalla es veia perduda els Sangs són abatuts íntegrament per algú aliè a l'equip, mentre es pregunten que havia passat, fa la seva aparició Booker (Chuck Norris), un soldat veterà altament capacitat i objecte de llegendes urbanes, es deixa entreveure que Barney i Booker ja es coneixien de missions anteriors. Booker, també dit El llop solitari s'acomiada del grup i els informa que més endavant hi havia un llogaret on els seus habitants estaven contra els Sangs i que podrien oferir-los ajuda per a concloure la seva missió.
En arribar al poble es topen amb gent disposada a morir pensant que estaven sent envaïts una altra vegada pels Sangs, Barney presenta al seu equip i deixen clar que ells no són els vilans, acorden ajudar als desemparats i atreuen als Sangs a una emboscada on el grup acaba amb tots. Posteriorment a bord del seu hidroavió es dirigeixen cap a la mina on l'estavellen per obrir-se camí cap als esclaus. Quan gairebé estan a punt de salvar a les víctimes tots queden soterrats dins, després que Hector informés a Vilain que ja havia estat extret tot el plutoni de la mina.
Quan tot es veia perdut arriba Trench al rescat a bord d'una tuneladora. Les víctimes són amagades i els mercenaris es veuen alleujats. Trench adverteix a Barney que la batalla a penes ha començat i en això apareix el Sr. Church per unir-se a l'equip, tot seguit tots es dirigeixen cap a l'aeroport per a emboscar Vilain i el seu grup.
Ja a l'aeroport, Vilain i els seus Sangs són emboscats a la seva arribada pels mercenaris, juntament amb Trench i el Sr. Church, ja dins de l'aeroport es dona una batalla campal on, a pesar que els bons es veuen superats en número pels dolents, aquests se les arreglen per abatre'ls un a un, lluint tots la seva força i habilitat en combat. En això se'ls uneix a la batalla Booker i l'equip es completa; Mentre els mercenaris se les arreglen per acabar amb els Sangs, Lee s'enfronta a Hector i l'assassina quan després d'una puntada fa que Hector s'estavelli contres el rotor posterior d'un helicòpter en funcionament, mentrestant Barney s'encarna en la cerca del seu enemic, Vilain, la qual cosa el porta fins a un celler on tots dos s'enfronten. Malgrat l'habilitats de baralla de Vilain, Barney fa ús de la seva força la qual cosa li atorga la victòria i així acaba venjant la mort de Billy.
En finalitzar tot, Barney es presenta davant els seus aliats Trench i el Sr. Church portant la mostra de la seva victòria, el cap retallat de Vilain, Barney s'acomiada de Maggie i el Sr. Church permet que Barney s'apoderi d'un "nou" avió Antonov An-2 biplà, aparcat al costat de la pista d'aterratge de l'aeroport, per així poder tornar a casa i participar en una nova missió en el futur.

## Repartiment
| Actor                 | Personatge    | Descripció                                                             |
| --------------------- | ------------- | ---------------------------------------------------------------------- |
| Sylvester Stallone    | Barney Ross   | Líder del grup.                                                        |
| Jason Statham         | Lee Christmas | Colíder i millor amic de Barney.                                       |
| Jet Li                | Yin Yang      | Artista marcial del grup. (breu cameo).                                |
| Dolph Lundgren        | Gunnar Jensen | Franctirador de l'equip.                                               |
| Chuck Norris          | Booker        | Vell amic de Barney.                                                   |
| Jean-Claude Van Damme | Jean Vilain   | Líder dels Sangs i vilà principal.                                     |
| Bruce Willis          | Sr. Church    | Dirigent de la CIA que contracta als Expendables i més tard els ajuda. |
| Arnold Schwarzenegger | Trench Mauser | Amic de Barney.                                                        |
| Terry Crews           | Hale Caesar   | Especialista en armes pesades del grup.                                |
| Randy Couture         | Toll Road     | Especialista en demolicions del grup.                                  |
| Liam Hemsworth        | Billy Timmons | Un jovn franctirador i nou membre de l'equip.                          |
| Scott Adkins          | Hector        | Mercenari i mà dreta de Jean Vilain                                    |
| Yu Nan                | Maggie        | Agent e la CIA enviada pel senyor Church per ajudar els Expendables.   |

## Filmació
El rodatge de la pel·lícula va començar el 3 d'octubre de 2011. The Expendables 2 es filma en Bulgària, Rússia, França, i la Xina.

## Avançament
El 13 de desembre de 2011, es va donar a conèixer el primer tràiler de la cinta, i al maig de 2012, es va donar a conèixer un segon i més extens.

## Seqüela
Al març de 2012 Randy Couture va dir que el tercer lliurament de The Expendables podria iniciar la producció a la fi de 2012, després del llançament de The Expendables 2. A l'abril de 2012, Steven Seagal va dir que li van oferir un paper en la tercera pel·lícula. A l'agost de 2012, el productor Avi Lerner va confirmar que Nicolas Cage apareixeria en la seqüela. Lerner també va dir que els productors procurarien que Rourke reprengués el seu paper, i incloure a Clint Eastwood, Harrison Ford i Wesley Snipes en la cinta. A l'agost de 2012, Van Damme va declarar que Stallone ho podria incloure en The Expendables 3 com Claude Vilain, germà del vilà Jean Vilain. El 31 d'octubre de 2012, es va confirmar que Nu Image i Millennium Films estaven en el procés de legitimació de drets i distribució internacional per a The Expendables 3. El 19 de desembre de 2012, es va informar que Jackie Chan havia acceptat unir-se a la seqüela amb la condició de tenir més que un paper secundari. Si bé al principi s'havia manifestat que Chuck Norris havia declinat la possibilitat de participar en una seqüela, finalment l'actor mateix havia anunciat oficialment el seu retir de l'actuació, pel fet que s'enfocaria a assumir la cura de la seva esposa que havia emmalaltit greument, a conseqüència d'un presumpte cas de mala praxi. Al març de 2013, Stallone va confirmar que estava escrivint un guió per a la seqüela, i que tenia la intenció que la pel·lícula fos més humorística amb moments de drama. Stallone també va dir que Seagal no estaria en la pel·lícula i que volia incloure actors joves. A l'abril de 2013, Stallone va anunciar que Patrick Hughes dirigiria la seqüela. Al maig de 2013 es va anunciar que Chan, Snipes, Cage, Mel Gibson i Milla Jovovich es trobaven en avançades negociacions per a unir-se a la pel·lícula, més només es va comptar amb la participació de Gibson i Snipes. El rodatge va començar l'agost de 2013. The Expendables 3 es va estrenar el 15 d'agost de 2014.